# Annie Sugier
 (novembre 2022).
Si vous disposez d'ouvrages ou d'articles de référence ou si vous connaissez des sites web de qualité traitant du thème abordé ici, merci de compléter l'article en donnant les références utiles à sa vérifiabilité et en les liant à la section « Notes et références ».
Annie Sugier, née le 21 février 1942 à Courcelles-lès-Lens (Pas-de-Calais), est une physicienne et féministe française.

## Biographie

### Enfance et formation
Annie Sugier naît le 21 février 1942 à Courcelles-lès-Lens (Pas-de-Calais). Son père est ingénieur-chimiste et part travailler en Amérique du Sud avec sa famille. Sa mère, infirmière, se charge de l'éducation de ses deux filles durant les périodes argentine et brésilienne. Dans les années 1960, elle revient en France et fait des études de physique-chimie contre son gré. Ses études secondaires se déroulent en France et en Espagne[réf. souhaitée], ses études universitaires en France à la Faculté des sciences d'Orsay. Elle obtient une licence.

### Carrière professionnelle
Annie Sugier se spécialise d'abord en chimie industrielle dans le domaine du retraitement des combustibles irradiés, pour en devenir plus tard une experte reconnue mondialement. Elle entre en tant qu'ingénieur au CEA (direction des productions qui allait devenir la COGEMA, puis Areva). Elle est ensuite nommée responsable des programmes de recherche sur le traitement et le conditionnement des déchets radioactifs avant de devenir, en 1989, directrice déléguée au démantèlement des installations nucléaires du CEA. Elle est la première femme au CEA à avoir le titre de directrice. À partir de 1992, elle intègre l'Institut de protection et de sûreté nucléaire (qui dépendait alors du CEA et qui deviendra en 2002 un organisme indépendant, l'Institut de Radioprotection et de Sûreté Nucléaire). Elle occupe le poste de directrice déléguée à la radioprotection. À ce titre, elle est responsable de l'évaluation des données scientifiques nécessaires à l'établissement de normes de radioprotection. Elle est ensuite conseillère auprès du directeur général de l'IRSN pour la radioprotection et chef de la division d'ouverture à la société.
Reconnue au niveau international pour ses compétences dans le domaine de la radioprotection, elle occupe pendant une décennie les postes d'experte auprès de la Commission européenne dans le cadre du groupe dit des Experts de l'Article 31 (traité Euratom), d’experte membre du Comité de radioprotection de l'AIEA et d’experte membre d’un comité technique de la Commission internationale de protection radiologique (CIPR). Du fait de ses compétences en radioprotection et de la crédibilité qu'elle a su acquérir auprès d'experts appartenant au monde associatif, elle est nommée en 1997 par les ministres de la santé et de l'environnement, présidente du « Groupe Radioécologie Nord Cotentin » (GRNC). Ce groupe « d’expertise pluraliste », dont la création constitue une première dans le domaine nucléaire, est mis en place à la suite de la polémique scientifique suscitée par une étude épidémiologique émettant l'hypothèse d'un lien entre les rejets de l'usine de La Hague et une incidence élevée de leucémies chez les jeunes dans les environs de l’usine. Cela donne lieu à de nombreux articles de la part de spécialistes de la gestion des risques, de journalistes et sociologues. Annie Sugier crée, sur le même modèle, un deuxième groupe d'expertise pluraliste, à la demande des ministres de la santé, de l’économie et de l'industrie, concernant les anciennes mines d'uranium du Limousin, afin d'évaluer leur impact environnemental.
Au sein de la CIPR, elle est la première femme à présider l'un des cinq comités techniques (le comité 4 chargé des applications au système réglementaire). Dans ce cadre, elle joue un rôle majeur dans la rédaction des nouvelles recommandations de la CIPR (publication 60) et elle dirige la rédaction de publications plus spécialisées sur la gestion des situations d’urgence et des territoires contaminés.
Annie Sugier est également, pendant deux mandats, membre du Conseil scientifique de l’Office parlementaire d’évaluation des choix scientifiques et technologiques, membre du Conseil scientifique du Bassin Seine-Normandie et membre du Conseil scientifique des Écoles des Mines. Elle est présidente pendant deux mandats du Conseil scientifique du Centre d'étude sur l'évaluation de la protection dans le domaine nucléaire.
Elle enseigne dans le cadre d'un DESS dédié à la question de la radioprotection.

### Féminisme
Dès les années 1970, Annie Sugier s’engage dans le mouvement de libération des femmes. Elle est l'une des fondatrices de la Ligue du droit des femmes en 1974. Elle crée en 1976 le premier centre parisien d'aide aux femmes battues. Elle ouvre aussi le premier refuge pour femmes battues à Clichy en 1978 avec le soutien de Simone Veil.
Présidente de la Ligue du droit international des femmes, (LDIF, créée en 1983 par Simone de Beauvoir), elle s'attaque au niveau international à la notion de relativisme culturel par opposition à l’universalisme du droit des femmes. Elle mène également un combat contre les violences dont sont victimes les jeunes filles issues de l’immigration : excision, retour forcé au pays, crimes d’honneur. Une autre action majeure fut celle dite des « mères d’Alger », contre les enlèvements d’enfants issus de couples franco-algériens, avec l'opération « Un bateau pour Alger » en juillet 1984 qui donne lieu à la signature d’une convention entre la France et l’Algérie. La LDIF joue un rôle majeur dans le cadre de la procédure judiciaire à la suite de l’affaire de Sohane morte brûlée vive à Vitry-sur-Seine (constitution de partie civile au nom de la LDIF et obtention de la qualification de crime sexiste, une première en France).
Son autre combat est celui du sport et en particulier des Jeux olympiques (à travers une association spécialisée : le Comité Atlanta + créé en 1995) afin de dénoncer l'apartheid sexuel et les discriminations à l’encontre des sportives. Elle publie Femmes voilées aux Jeux olympiques. Les femmes courent-elles moins vite que les Noirs ? en 2012 sur les 20 ans du combat du « Comité Atlanta+ », un groupe créé par la Ligue du droit international des femmes sur la question des femmes et du sport. Lors des JO de Londres en 2012, une brochure Londres 2012: Justice pour les femmes est publiée sous sa direction et celle de Linda Weil-Curiel, suivie pour les JO de Rio en 2016 par une nouvelle brochure intitulée Appliquez la Charte olympique.
Annie Sugier fait partie du jury du prix Simone de Beauvoir pour la liberté des femmes. Elle est membre de la CLEF (Coordination Française du Lobby Européen des Femmes) et membre du MPCT (Mouvement pour la paix et contre le terrorisme). Elle est auditionnée à l'Assemblée nationale, par la mission d’information sur la question du port des signes religieux à l’école en 2003 et par la mission sur le voile intégral en 2010, ainsi qu'au Sénat, par la délégation aux droits des femmes et à l’égalité des chances entre les hommes et les femmes, au sujet de l'égalité des femmes et des hommes dans le sport.

### Politique et médias
Elle est membre du Parti socialiste.
Elle publie régulièrement des tribunes dans Libération, Le Monde et Riposte laïque, mais quitte la rédaction du journal électronique de cette dernière à l’été 2010, n’étant plus d’accord avec le ton et les alliances conclues par le groupe.

## Vie privée
Elle passe son brevet de pilote d’avion privé, et pratique cette activité pendant une décennie.

## Hommages
- 2022 : prix national de la laïcité organisé par le Comité Laïcité République[7].
- Annie Sugier est officière de la Légion d’honneur et commandeure de l'ordre national du Mérite.

## Publications

### Tribunes et contributions diverses
- « Les ‘princesses mortes’ », le Monde,‎ 22 août 1981
- « NORD-SUD : monologues d’hommes ? » », le Monde,‎ 24 septembre 1981
- « Violence publique, violence privée » », La Revue d'en face,‎ automne 1983, p. 23-26  numéro consacré aux « droits de l’homme droits des femmes »
- « Pas touche à l’image de l’homme », Libération,‎ 28 mai 1984  contre-publicité publiée dans différents journaux, dont Libération, corédigé avec Anne-Zelensky illustrant la photo d’un homme en Bunny sous le titre
- « Les États face à la violence à l’égard des femmes », Actes - Cahiers d’action juridique, no 48,‎ février 1985, p. 26-30  accompagné d’un encadré « Mise au point d’Amnesty International expliquant pourquoi ils n’avaient pas souhaité que l’article d'Annie Sugier paraisse dans le même numéro que celui où AI présentait son action...)
- « Contre le port du voile à l’école : une raison peut en cacher une autre », bulletin Paris Féministe, dossier « Calamity Hidjeb,‎ 15 novembre-15 décembre 1989.
- « Les cultures vues de l’intérieur », Hommes & Libertés, Actes, Revue de la Ligue des Droits de l’Homme, no hors-série sur « Les violences faites aux femmes »,‎ printemps 1990, p. 36-43.
- « Le voile n’est pas un signe religieux comme les autres », dans Christine Ockrent (dir.) , Sandrine Treiner (resp.), Livre noir de la condition des femmes, XO éditions, 2006, p. 377-382.
- Annie Sugier, Linda Weil-Curiel, Anne-Marie Lizin, Élisabeth Badinter et Liliane Kandel, « Lettre ouverte au président du CIO », Libération,‎ 5 mai 2008.
- 1 Julia Kristeva (dir.), Pascale Fautrier, Pierre-Louis Fort et Anne Strasser, « Nos chemins se sont croisés », dans Re) découvrir l’œuvre de Simone de Beauvoir', Du Deuxième Sexe à La Cérémonie des adieux, Editions Le bord de l’eau éditions, 2008.
- « La plaque errante de Sohane », numéro spécial des Temps Modernes, « La transmission Beauvoir 63e année, nos 647-648,‎ janvier-mars 2008, p. 291-300
- « Une rencontre improbable », dans L’empreinte Beauvoir, Des écrivains racontent, L’Harmattan, 2009,
- Annie Sugier, « Femmes et sport : faire confiance ou se battre ? », Libération,‎ 19 avril 2011
- « Droits sexuels et reproductifs : les responsables du blocage actuel au niveau international », Actes de la quinzaine de l’égalité femmes-hommes de la région Rhône-Alpes, sur le thème « La Laïcité, force et bouclier des femmes,‎ 2014, p. 43-47
- Annie Sugier et Julian Jappert, « Radicalisation dans le sport amateur. A quand des actes à la hauteur des enjeux ? », Mediapart, sport et Citoyenneté,‎ 19 octobre 2015
- « Violences faites aux femmes, une vision internationale », dans Engagements d’Humanisme, Grand Orient de France, Synthèse de l’année 2015-2016, chapitre 4, « Égalité des droits homme/femme. un marqueur : les violences faites aux femmes, 9 mars 2016, p. 112-118
- « Laïcité, féminisme, un rempart contre la radicalisation », Actes des « 10 ans et des nouveaux défis pour l’égalité, Paris, CIDFF,‎ 12 avril 2016
- Signée Annie Sugier, Linda Weil Curiel et Françoise Morvan, « Il faut exclure l’Iran et l’Arabie Saoudite des Jeux Olympiques de Rio », Libération,‎ 7 juillet 2016 Coordination Française pour le Lobby Européen des Femmes)
- Guylain Chevrie (dir.), « Laïcité et droits des femmes », dans Laïcité, émancipation et travail social, L’Harmattan, 2017, p. 135-149

### Livres
- Annie Sugier et Anne Zelensky, Maternité esclave, les chimères (co-autrices principales, coll. « collection 10/18 », 1965.
- Joana Savé, Claude Enjeu, Nicole-Lise Bernheim, Ariane Bruneton, Collectifs, Simone de Beauvoir (Préface), Les femmes s'entêtent, Gallimard, 4 octobre 1975, 480 p. (ISBN 9782070353361)[2]
- Anne Tristan (pseudonyme d'Anne Zelensky) et Annie de Pisan (pseudonyme d'Annie Sugier), Histoires du MLF, Calmann-Lévy, 1977.
- Annie Sugier (en collaboration avec Anne-Marie Lizin et de Linda Weil-Curiel), Femmes voilées aux Jeux Olympiques, éditions Jourdan, 2012.
- Annie Sugier (ill. Pascal Lemaître), « C’est quoi être féministe ? », dans Les grands entretiens d’Emile, éditions de l’Aube, 2015.
- Annie Sugier, Linda Weil-Curiel et Gérard Biard, Comment l’islamisme a perverti l’olympisme, Chryséis éditions, 2017.
- avec Linda Weil-Curiel, Un féminicide en France : Sohane 17 ans, brûlée vive, Lormont : le Bord de l'eau, 2023.

### Brochures
- JO de Sydney, une délégation mixte d’Afghanistan, 2000.
- JO de Londres : Justice pour les femmes, 2012.
- Annie Sugier, Linda Weil-Curiel et Anne-Marie Lizin, Photos Rebelles : la Ligue du Droit International des Femmes en photos, publié par le journaliste photographe Philippe Luc, 2013.
- JO de Rio : « Appliquez la Charte Olympique !, 2016
- Boycott sportif des pays imposant l’apartheid sexuel dans le sport, 2017.

### Sources
- Lionel Duroy, « La vie deux fois passionnée d'Annie Sugier », La Recherche, no 288 06/1996 rubrique "Itinéraire"